# فارويون
الفارويون (بالفاروية: Føroyingar) هم عرقية جرمانية وأمة مستوطنة لجزر فارو. أصول الفارويون عبارة عن خليط من أهل الشمال والغايليون. يعيش حوالي 21,000 فاروي في الدول المجاورة وبالتحديد الدنمارك، آيسلندا والنرويج. ومعظم الفارويين مواطنون في مملكة الدانمارك.

## مزيد من القراءة
- Arge, Símun, Guðrun Sveinbjarnardóttir, Kevin Edwards, and Paul Buckland. 2005. "Viking and Medieval Settlement in the Faroes: People, Place and Environment". Human Ecology. 33, no. 5: 597-620.